# Carlos Chernov
Carlos Chernov (Buenos Aires, 1953) es un escritor y psiquiatra argentino. Comenzó a publicar a los cuarenta años. Ha ganado varios premios por sus libros de cuentos y novelas, incluyendo el Premio Planeta en 1993 por su novela Anatomía humana. En 2010, ganó una beca de escritura de la Fundación Civitella Ranieri. Tuvo un breve paso como estudiante de escritura de Alberto Laiseca.

## Obra

### Novelas
- Anatomía humana (1993)
- La conspiración china (1997)
- La pasión de María (2005)
- El amante imperfecto (2008)
- El desalmado (2011)
- El sistema de las estrellas (2017)
- Amor se fue (2023)

### Cuentos
- Amores brutales (1993)
- Amor propio (2007)
- Amo (2019)